# IC 1769
IC 1769 ist eine Spiralgalaxie vom Hubble-Typ Sbc im Sternbild Chemischer Ofen am Südsternhimmel. Sie ist schätzungsweise 242 Millionen Lichtjahre von der Milchstraße entfernt und hat einen Durchmesser von etwa 60.000 Lichtjahren.
Das Objekt wurde im Jahr 1899 von DeLisle Stewart  entdeckt.